# Quân hàm Lực lượng Vũ trang Malaysia
Danh sách sau đây thể hiện cấp bậc của Lực lượng vũ trang Malaysia

## Quân hàm Lực lượng vũ trang Malaysia

### Sĩ quan
| Cấp bậc (tính đến năm 2012) | Cấp bậc TDM (Lục quân)         | Cấp bậc TLDM (Hải quân)             | Cấp bậc TUDM (Không quân)         | Ước tính lương căn bản (tính đến 2007, mỗi tháng) |
| --------------------------- | ------------------------------ | ----------------------------------- | --------------------------------- | ------------------------------------------------- |
|                             | Thống chế Fil Marsyal          | Thống chế Hạm đội Laksamana Armada  | Thống chế Không quân Marsyal TUDM | RM 50 700 RM 50 000                               |
| VUZA 3 VUZA 5               | Đại tướng Jeneral              | Đô đốc Laksamana                    | Đại tướng Jeneral                 | RM 9 700 (VUZA 3) RM 7 900 (VUZA 5)               |
| VUZA 6                      | Trung tướng Leftenan Jeneral   | Phó Đô đốc Laksamana Madya          | Trung tướng Leftenan Jeneral      | RM 7 200                                          |
| VUZA 7                      | Thiếu tướng Mejar Jeneral      | Chuẩn Đô đốc Laksamana Muda         | Thiếu tướng Mejar Jeneral         | RM 6 700                                          |
| ZA 28                       | Chuẩn tướng Brigedier Jeneral  | Phó Đề đốc Laksamana Pertama        | Chuẩn tướng Brigedier Jeneral     | RM 5 900                                          |
| ZA 26                       | Đại tá Kolonel                 | Đại tá Hải quân(Hạm trưởng) Kepten  | Đại tá Kolonel                    | RM 5 300                                          |
| ZA 24                       | Trung tá Leftenan Kolonel      | Trung tá Hải quân Komander          | Trung tá Leftenan Kolonel         | RM 4 400                                          |
| ZA 22                       | Thiếu tá Mejar                 | Thiếu tá Hải quân Leftenan Komander | Thiếu tá Mejar                    | RM 3 100                                          |
| ZA 19 ZA 20                 | Đại úy Kapten                  | Đại úy Hải quân Leftenan            | Đại úy Kapten                     | RM 2 100                                          |
| ZA 17 ZA 18                 | Trung úy Leftenan              | Trung úy Hải quân Leftenan Madya    | Trung úy Leftenan                 | RM 1 800                                          |
| ZA 15                       | Thiếu úy Leftenan Muda         | Thiếu úy Hải quân Leftenan Muda     | Thiếu úy Không quân Leftenan Muda | RM 1 500                                          |
| ZL 15                       | Học viên sĩ quan Pegawai Kadet | Học viên sĩ quan Pegawai Kadet      | Học viên sĩ quan Pegawai Kadet    | RM 1 000                                          |

### Hạ sĩ quan
| Cấp bậc (tính đến năm 2012) | Cấp bậc TDM (Lục quân)            | Cấp bậc TLDM (Hải quân)                 | Cấp bậc TUDM (Không quân)               | Ước tính lương căn bản (tính đến 2007, mỗi tháng) |
| --------------------------- | --------------------------------- | --------------------------------------- | --------------------------------------- | ------------------------------------------------- |
| ZA 12                       | Chuẩn úy bậc nhất Pegawai Waran 1 | Chuẩn úy bậc nhất Pegawai Waran 1       | Chuẩn úy bậc nhất Pegawai Waran 1       | RM 3 200                                          |
| ZA 10                       | Chuẩn úy bậc hai Pegawai Waran 2  | Chuẩn úy bậc hai Pegawai Waran 2        | Chuẩn úy bậc hai Pegawai Waran 2        | RM 2 700                                          |
| ZA 8                        | Trung sĩ tham mưu 'Staff Sarjan   | Trưởng sĩ quan bậc thấp Bintara Kanan   | Trung sĩ bay Flait Sarjan               | RM 2 000                                          |
| ZA 6                        | Trung sĩ Sarjan                   | Sĩ quan bậc thấp Bintara Muda           | Trung sĩ Sarjan                         | RM 1 650                                          |
| ZA 4                        | Hạ sĩ Koperal                     | Hạ sĩ Laskar Kanan                      | Hạ sĩ Koperal Udara                     | RM 1 550                                          |
| ZA 2                        | Binh nhất Lans Koperal            | Hạng nhất/nhì Thủy thủ Laskar Kelas 1/2 | Phi công cao cấp Laskar Kanan           | RM 1 400                                          |
| ZA 1                        | Binh nhì Prebet                   | Thủy thủ cấp cao Laskar Muda            | Hạng nhất/nhì Phi công Laskar Kelas 1/2 | RM 1 000                                          |
|                             | Lính mới Rekrut                   | Thủy thủ mới Perajurit Muda             | Phi công mới Rekrut                     | RM 800                                            |